# 奧格爾維 (明尼蘇達州)
奧格爾維（英語：Ogilvie）是一個位於美國明尼蘇達州卡內貝克縣的城市。

## 人口
根據2020年美國人口普查的數據，奧格爾維的面積為2.30平方千米，皆為陸地。當地共有人口388人，而人口密度為每平方千米169人。